# Cardenius sheffieldi
Cardenius sheffieldi är en insektsart som beskrevs av Bolívar, I. 1912. Cardenius sheffieldi ingår i släktet Cardenius och familjen gräshoppor. Inga underarter finns listade i Catalogue of Life.